# Luke Patience
Luke Patience (* 4. August 1986 in Aberdeen) ist ein britischer Segler aus Schottland.

## Erfolge
Luke Patience nahm zweimal an Olympischen Spielen in der 470er Jolle teil. Mit Stuart Bithell gewann er 2012 in London die Silbermedaille, nachdem die beiden die Regatta mit 30 Punkten hinter dem australischen und vor dem argentinischen Boot beendet hatten. Bei den Olympischen Spielen 2016 in Rio de Janeiro belegte er mit Chris Grube den fünften Platz. 2009 in Kopenhagen und 2011 in Perth gewann er, jeweils mit Stuart Bithell, die Silbermedaille bei den Weltmeisterschaften.